# Replay Studios
Replay Studios — німецька компанія, яка займається розробкою відеоігор, заснована 2002 року в Гамбурзі, Німеччина. За час свого існування випустила три відеогри. У серпні 2009 року припинила своє існування через банкрутство.

## Історія компанії
Марк Мьоерінґ і Саша Юнґнікель заснували компанію у 2002 році. Підприємство розташовувалося в Гамбурзі (Німеччина).
У 2006 році вийшла перша гра, розроблена компанією в співпраці з Moon Byte Studios, «Crashday» — відеогра в жанрі аркадних гонок на виживання.
15 травня 2009 року, майже одночасно з виходом на екрани однойменного фільму Уве Болла, вийшла друга гра компанії — «1968 Tunnel Rats».
25 серпня 2009 року, незабаром після виходу відеогри «Velvet Assassin», компанія Atari сповістила про банкрутство Replay Studios. Це стало причиною закриття серверів гри Crashday.
У грудні 2009 року невелика група гравців отримала програмне забезпечення, обладнання та домен для створення нового майстер-сервера. Цей сервер повністю функціонує й зараз.

## Розроблені відеоігри
| Назва гри          | Рік виходу       | Платформа                                  | Видавець              |
| ------------------ | ---------------- | ------------------------------------------ | --------------------- |
| Crashday           | 2006             | Microsoft Windows, PlayStation 4, Xbox One | Atari, Inc., ValuSoft |
| «1968 Tunnel Rats» | 2009             | Microsoft Windows, macOS, Xbox 360         | SouthPeak Games       |
| Velvet Assassin    | 2009             | Microsoft Windows                          | Boll AG               |
| Survivor           | випуск скасовано | Microsoft Windows, PlayStation 3, Xbox 360 | Н/Д                   |